# Brachyrhopala unifasciata
Brachyrhopala unifasciata là một loài ruồi trong họ Asilidae. Brachyrhopala unifasciata được Clements miêu tả năm 2000.